# Ansatz
In fisica e in matematica, il termine ansatz viene utilizzato per indicare un'ipotesi o una certa assunzione su un certo problema che viene considerata ragionevole a partire dai dati a disposizione, e la cui validità viene verificata successivamente alla risoluzione del problema stesso. Il termine tedesco Ansatz significa appunto approccio, tentativo, infatti essa è anche nota come "funzione di prova". 
Ad esempio si parla di ansatz quando si suppone che la soluzione di un'equazione differenziale sia esprimibile in serie di potenze, oppure sia un esponenziale. Dopo aver fatto l'ipotesi, si sostituisce la soluzione nell'equazione e si verifica la correttezza dell'ipotesi.